# Kristoff (Disney)
Kristoff Bjorgman is een personage dat voor het eerst verscheen in Frozen de 53e animatiefilm van Walt Disney Animation Studios. In de originele versie wordt de stem van de volwassen Kristoff ingesproken door Jonathan Groff. Bij de Nederlandse en Vlaamse nasynchronisatie zijn de stemmen voorzien van Benja Bruijning en Guillaume Devos.
Kristoff werd bedacht door de regisseurs Chris Buck en Jennifer Lee. Hij is een Sami ijsverkoper die samen met zijn rendier en metgezel Sven leeft. Hoewel hij de voorkeur geeft aan een eenzaam leven, helpt hij prinses Anna van Arendelle bij het vinden van haar oudere zus Elsa in de noordelijke bergen.
In de vroege ontwikkeling was Kristoff oorspronkelijk Kai zoals in het sprookje De sneeuwkoningin van Hans Christian Andersen. Maar later werd hij ontworpen als een combinatie van Kai en het roversmeisje.